# Inu to Hasami wa Tsukaiyō
Inu to Hasami wa Tsukaiyō (犬とハサミは使いよう) est un light novel écrit par Shunsuke Sarai et illustré par Tetsuhiro Nabeshima. Il est publié depuis février 2011 par Enterbrain.
Une adaptation en manga est publiée dans le magazine Monthly Shōnen Ace depuis mai 2012, et une adaptation en anime de douze épisodes a été diffusée entre juillet et septembre 2013. Un drama CD est aussi sorti en mars 2012.

## Synopsis
L'histoire se déroule autour de Kazuhito Harumi, un étudiant qui adore lire des livres. Un jour, il est tué en plein cambriolage et ressuscité en tant que chien. Incapable de vivre seul dans sa nouvelle forme, le pauvre Kazuhito appartient maintenant à Kirihime Natsuno, une femme écrivain sadique qui utilise des ciseaux sur Kazuhito juste pour l'embêter.

## Personnages
Kazuhito Harumi (春海 和人, Harumi Kazuhito)
Voix : Takahiro Sakurai
Kirihime Natsuno (夏野 霧姫, Natsuno Kirihime)
Voix : Marina Inoue

## Light novel
| no                                                                                                 | Japonais                        | Japonais          | Japonais          |
| no                                                                                                 | Titre                           | Date de sortie    | ISBN              |
| -------------------------------------------------------------------------------------------------- | ------------------------------- | ----------------- | ----------------- |
| 1                                                                                                  | 犬とハサミは使いよう 1          | 28 février 2011   | 978-4-04-727077-0 |
| 2                                                                                                  | 犬とハサミは使いよう 2          | 30 avril 2011     | 978-4-04-727221-7 |
| 3                                                                                                  | 犬とハサミは使いよう 3          | 29 août 2011      | 978-4-04-727470-9 |
| 4                                                                                                  | 犬とハサミは使いよう Dog Ears 1 | 29 octobre 2011   | 978-4-04-727584-3 |
| 5                                                                                                  | 犬とハサミは使いよう 4          | 29 février 2012   | 978-4-04-727842-4 |
| 6                                                                                                  | 犬とハサミは使いよう 5          | 30 juin 2012      | 978-4-04-728123-3 |
| 7                                                                                                  | 犬とハサミは使いよう Dog Ears 2 | 29 septembre 2012 | 978-4-04-728354-1 |
| 8                                                                                                  | 犬とハサミは使いよう 6          | 30 janvier 2013   | 978-4-04-728656-6 |
| 9                                                                                                  | 犬とハサミは使いよう 7          | 29 juin 2013      | 978-4-04-728972-7 |
| Extra : Dans la version japonaise, le tome 7 (ISBN 978-4-04-728973-4) est sorti en édition limitée |                                 |                   |                   |
| 10                                                                                                 | 犬とハサミは使いよう Dog Ears 3 | 30 août 2013      | 978-4-04-729093-8 |
| 11                                                                                                 | 犬とハサミは使いよう 8          | 30 janvier 2014   | 978-4-04-729398-4 |

## Manga
| no | Japonais        | Japonais          |
| no | Date de sortie  | ISBN              |
| -- | --------------- | ----------------- |
| 1  | 24 janvier 2013 | 978-4-04-120561-7 |
| 2  | 21 juin 2013    | 978-4-04-120742-0 |
| 3  | 22 août 2013    | 978-4-04-120847-2 |

## Anime
L'adaptation en série télévisée d'animation a été annoncée avec la sortie du tome 6 de la série de light novels. C'est le studio Gonzo qui est chargé de cette adaptation. Elle a été diffusée du 1er juillet au 16 septembre 2013. L'anime est diffusé hors du Japon en streaming par Crunchyroll sous le nom Dog & Scissors, puis éditée en 2014 en Amérique du Nord par Sentai Filmworks.

### Liste des épisodes
| No | Titre français | Titre japonais           | Titre japonais                     | Date de 1re diffusion |
| No | Titre français | Kanji                    | Rōmaji                             | Date de 1re diffusion |
| -- | -------------- | ------------------------ | ---------------------------------- | --------------------- |
| 1  |                | 犬とハサミは使いよう     | Inu to Hasami wa Tsukai-yō         | 1er juillet 2013      |
| 2  |                | 犬は熱いうちに打て       | Inu wa Atsui Uchi ni Ute           | 8 juillet 2013        |
| 3  |                | 飛んで火に入る冬の犬     | Tonde Hiniiru Fuyu no Inu          | 15 juillet 2013       |
| 4  |                | 溺れる者は犬をも掴む     | Oboreru Mono wa Inu o mo Tsukamu   | 22 juillet 2013       |
| 5  |                | 虎穴に入らずんば犬を得ず | Koketsuniirazunba inu o ezu        | 29 juillet 2013       |
| 6  |                | 雨降って犬固まる         | Amefuri tte inu katamaru           | 5 août 2013           |
| 7  |                | 犬も鳴かずば撃たれまい   | Inu mo nakazuba uta remai          | 12 août 2013          |
| 8  |                | 湯に入りて犬に入らざれ   | Yu ni hairite inu ni hairazare     | 19 août 2013          |
| 9  |                | 犬無いところに煙は立たず | Inu Nai Tokoro ni Kemuri wa Tatazu | 26 août 2013          |
| 10 |                | 光陰犬の如し             | Kōin Inu no Gotoshi                | 2 septembre 2013      |
| 11 |                | 犬振り合うのも多生の縁   | Inu Furiau mo Tashō no En          | 9 septembre 2013      |
| 12 |                | 犬とハサミは使いよう     | Inu to Hasami wa Tsukaiyō          | 16 septembre 2013     |